# Coupe de France de basket-ball 2008-2009
Navigation
Édition précédente Édition suivante
- La Coupe de France est une compétition de basket-ball en France. Elle est nommée aussi Trophée Robert Busnel, du nom du basketteur décédé en 1991 Robert Busnel.

## Calendrier
| Tour                                           | Nom                        |                   | Équipes participantes | Équipes gagnantes |
| 1                                              | Trente-deuxièmes de finale | Mardi 18 novembre | 44                    | 22                |
| Entrée en lice des 10 meilleurs clubs de Pro A |                            |                   |                       |                   |
| 2                                              | Seizièmes de finale        | Mardi 20 janvier  | 32                    | 16                |
| 3                                              | Huitièmes de finale        | Mardi 17 mars     | 16                    | 8                 |
| 4                                              | Quarts de finale           | Mardi 14 avril    | 8                     | 4                 |
| 5                                              | Demi-finales               | Mercredi 29 avril | 4                     | 2                 |
| 6                                              | Finale Paris Bercy         | dimanche 17 mai   | 2                     | 1                 |

## Phase Finale
|  | Huitième de finale Mardi 17 mars 2009 | Huitième de finale Mardi 17 mars 2009 |                  |    | Quarts de finale Mardi 14 avril 2009 | Quarts de finale Mardi 14 avril 2009 |  |  | Demi-finales Mercredi 29 avril 2009 | Demi-finales Mercredi 29 avril 2009 |  |  | Finale Dimanche 17 mai 2009 | Finale Dimanche 17 mai 2009 |
|  | Huitième de finale Mardi 17 mars 2009 | Huitième de finale Mardi 17 mars 2009 |                  |    | Quarts de finale Mardi 14 avril 2009 | Quarts de finale Mardi 14 avril 2009 |  |  | Demi-finales Mercredi 29 avril 2009 | Demi-finales Mercredi 29 avril 2009 |  |  | Finale Dimanche 17 mai 2009 | Finale Dimanche 17 mai 2009 |
|  |                                       |                                       |                  |    |                                      |                                      |  |  |                                     |                                     |  |  |                             |                             |
|  | 17 mars à Besançon                    | 17 mars à Besançon                    |                  |    | 14 avril à Roanne                    | 14 avril à Roanne                    |  |  | 29 avril à Roanne                   | 29 avril à Roanne                   |  |  | 16 mai à Paris-Bercy        | 16 mai à Paris-Bercy        |
|  | 17 mars à Besançon                    | 17 mars à Besançon                    |                  |    | 14 avril à Roanne                    | 14 avril à Roanne                    |  |  | 29 avril à Roanne                   | 29 avril à Roanne                   |  |  | 16 mai à Paris-Bercy        | 16 mai à Paris-Bercy        |
|  | Besançon (Pro A)                      | 94                                    |                  |    | 14 avril à Roanne                    | 14 avril à Roanne                    |  |  | 29 avril à Roanne                   | 29 avril à Roanne                   |  |  | 16 mai à Paris-Bercy        | 16 mai à Paris-Bercy        |
|  | Besançon (Pro A)                      | 94                                    |                  |    | 14 avril à Roanne                    | 14 avril à Roanne                    |  |  | 29 avril à Roanne                   | 29 avril à Roanne                   |  |  | 16 mai à Paris-Bercy        | 16 mai à Paris-Bercy        |
|  | Le Havre (Pro A)                      | 68                                    |                  |    | 14 avril à Roanne                    | 14 avril à Roanne                    |  |  | 29 avril à Roanne                   | 29 avril à Roanne                   |  |  | 16 mai à Paris-Bercy        | 16 mai à Paris-Bercy        |
|  | Le Havre (Pro A)                      | 68                                    | Roanne (Pro A)   | 74 |                                      |                                      |  |  | 29 avril à Roanne                   | 29 avril à Roanne                   |  |  | 16 mai à Paris-Bercy        | 16 mai à Paris-Bercy        |
|  | 17 mars à Antibes                     |                                       | Roanne (Pro A)   | 74 |                                      |                                      |  |  | 29 avril à Roanne                   | 29 avril à Roanne                   |  |  | 16 mai à Paris-Bercy        | 16 mai à Paris-Bercy        |
|  |                                       | Besançon (Pro A)                      | 67               |    |                                      |                                      |  |  | 29 avril à Roanne                   | 29 avril à Roanne                   |  |  | 16 mai à Paris-Bercy        | 16 mai à Paris-Bercy        |
|  | Antibes (Pro B)                       | Besançon (Pro A)                      | 67               | 61 |                                      |                                      |  |  | 29 avril à Roanne                   | 29 avril à Roanne                   |  |  | 16 mai à Paris-Bercy        | 16 mai à Paris-Bercy        |
|  | Antibes (Pro B)                       | 14 avril à Nancy                      |                  | 61 |                                      |                                      |  |  | 29 avril à Roanne                   | 29 avril à Roanne                   |  |  | 16 mai à Paris-Bercy        | 16 mai à Paris-Bercy        |
|  | Roanne (Pro A)                        | 82                                    |                  |    |                                      |                                      |  |  | 29 avril à Roanne                   | 29 avril à Roanne                   |  |  | 16 mai à Paris-Bercy        | 16 mai à Paris-Bercy        |
|  | Roanne (Pro A)                        | 82                                    | Roanne (Pro A)   | 74 |                                      |                                      |  |  |                                     |                                     |  |  | 16 mai à Paris-Bercy        | 16 mai à Paris-Bercy        |
|  | 17 mars à Limoges                     |                                       | Roanne (Pro A)   | 74 |                                      |                                      |  |  |                                     |                                     |  |  | 16 mai à Paris-Bercy        | 16 mai à Paris-Bercy        |
|  |                                       | Nancy (Pro A)                         | 89               |    |                                      |                                      |  |  |                                     |                                     |  |  | 16 mai à Paris-Bercy        | 16 mai à Paris-Bercy        |
|  | Limoges (Pro B)                       | Nancy (Pro A)                         | 89               | 86 |                                      |                                      |  |  |                                     |                                     |  |  | 16 mai à Paris-Bercy        | 16 mai à Paris-Bercy        |
|  | Limoges (Pro B)                       | 29 avril au Mans                      |                  | 86 |                                      |                                      |  |  |                                     |                                     |  |  | 16 mai à Paris-Bercy        | 16 mai à Paris-Bercy        |
|  | Chalon-sur-Saône (Pro A)              | 83                                    |                  |    |                                      |                                      |  |  |                                     |                                     |  |  | 16 mai à Paris-Bercy        | 16 mai à Paris-Bercy        |
|  | Chalon-sur-Saône (Pro A)              | 83                                    | Limoges (Pro B)  | 67 |                                      |                                      |  |  |                                     |                                     |  |  | 16 mai à Paris-Bercy        | 16 mai à Paris-Bercy        |
|  | 17 mars à Poitiers                    |                                       | Limoges (Pro B)  | 67 |                                      |                                      |  |  |                                     |                                     |  |  | 16 mai à Paris-Bercy        | 16 mai à Paris-Bercy        |
|  |                                       | Nancy (Pro A)                         | 90               |    |                                      |                                      |  |  |                                     |                                     |  |  | 16 mai à Paris-Bercy        | 16 mai à Paris-Bercy        |
|  | Poitiers (Pro B)                      | Nancy (Pro A)                         | 90               | 61 |                                      |                                      |  |  |                                     |                                     |  |  | 16 mai à Paris-Bercy        | 16 mai à Paris-Bercy        |
|  | Poitiers (Pro B)                      | 14 avril à Villeurbanne               |                  | 61 |                                      |                                      |  |  |                                     |                                     |  |  | 16 mai à Paris-Bercy        | 16 mai à Paris-Bercy        |
|  | Nancy (Pro A)                         | 72                                    |                  |    |                                      |                                      |  |  |                                     |                                     |  |  | 16 mai à Paris-Bercy        | 16 mai à Paris-Bercy        |
|  | Nancy (Pro A)                         | 72                                    | Nancy (Pro A)    | 65 |                                      |                                      |  |  |                                     |                                     |  |  |                             |                             |
|  | 17 mars à Paris                       |                                       | Nancy (Pro A)    | 65 |                                      |                                      |  |  |                                     |                                     |  |  |                             |                             |
|  |                                       | Le Mans (Pro A)                       | 79               |    |                                      |                                      |  |  |                                     |                                     |  |  |                             |                             |
|  | Paris-Levallois (Pro B)               | Le Mans (Pro A)                       | 79               | 64 |                                      |                                      |  |  |                                     |                                     |  |  |                             |                             |
|  | Paris-Levallois (Pro B)               |                                       |                  | 64 |                                      |                                      |  |  |                                     |                                     |  |  |                             |                             |
|  | Asvel (Pro A)                         | 81                                    |                  |    |                                      |                                      |  |  |                                     |                                     |  |  |                             |                             |
|  | Asvel (Pro A)                         | 81                                    | Asvel (Pro A)    | 79 |                                      |                                      |  |  |                                     |                                     |  |  |                             |                             |
|  | 17 mars au Mans                       |                                       | Asvel (Pro A)    | 79 |                                      |                                      |  |  |                                     |                                     |  |  |                             |                             |
|  |                                       | Le Mans (Pro A)                       | 80               |    |                                      |                                      |  |  |                                     |                                     |  |  |                             |                             |
|  | Le Mans (Pro A)                       | Le Mans (Pro A)                       | 80               | 71 |                                      |                                      |  |  |                                     |                                     |  |  |                             |                             |
|  | Le Mans (Pro A)                       | 14 avril à Clermont-Ferrand           |                  | 71 |                                      |                                      |  |  |                                     |                                     |  |  |                             |                             |
|  | Rouen (Pro A)                         | 62                                    |                  |    |                                      |                                      |  |  |                                     |                                     |  |  |                             |                             |
|  | Rouen (Pro A)                         | 62                                    | Le Mans (Pro A)  | 78 |                                      |                                      |  |  |                                     |                                     |  |  |                             |                             |
|  | 17 mars à Clermont-Ferrand            |                                       | Le Mans (Pro A)  | 78 |                                      |                                      |  |  |                                     |                                     |  |  |                             |                             |
|  |                                       | Strasbourg (Pro A)                    | 60               |    |                                      |                                      |  |  |                                     |                                     |  |  |                             |                             |
|  | Clermont (Pro B)                      | Strasbourg (Pro A)                    | 60               | 95 |                                      |                                      |  |  |                                     |                                     |  |  |                             |                             |
|  | Clermont (Pro B)                      |                                       |                  | 95 |                                      |                                      |  |  |                                     |                                     |  |  |                             |                             |
|  | Gravelines (Pro A)                    | 89                                    |                  |    |                                      |                                      |  |  |                                     |                                     |  |  |                             |                             |
|  | Gravelines (Pro A)                    | 89                                    | Clermont (Pro B) | 74 |                                      |                                      |  |  |                                     |                                     |  |  |                             |                             |
|  | 17 mars à Strasbourg                  |                                       | Clermont (Pro B) | 74 |                                      |                                      |  |  |                                     |                                     |  |  |                             |                             |
|  |                                       | Strasbourg (Pro A)                    | 86               |    |                                      |                                      |  |  |                                     |                                     |  |  |                             |                             |
|  | Strasbourg (Pro A)                    | Strasbourg (Pro A)                    | 86               | 95 |                                      |                                      |  |  |                                     |                                     |  |  |                             |                             |
|  | Strasbourg (Pro A)                    |                                       |                  | 95 |                                      |                                      |  |  |                                     |                                     |  |  |                             |                             |
|  | Cholet (Pro A)                        | 89                                    |                  |    |                                      |                                      |  |  |                                     |                                     |  |  |                             |                             |
|  | Cholet (Pro A)                        | 89                                    |                  |    |                                      |                                      |  |  |                                     |                                     |  |  |                             |                             |